# Sergei Issajewitsch Utotschkin

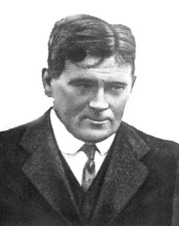
Sergei Utotschkin zwischen 1900 und 1910

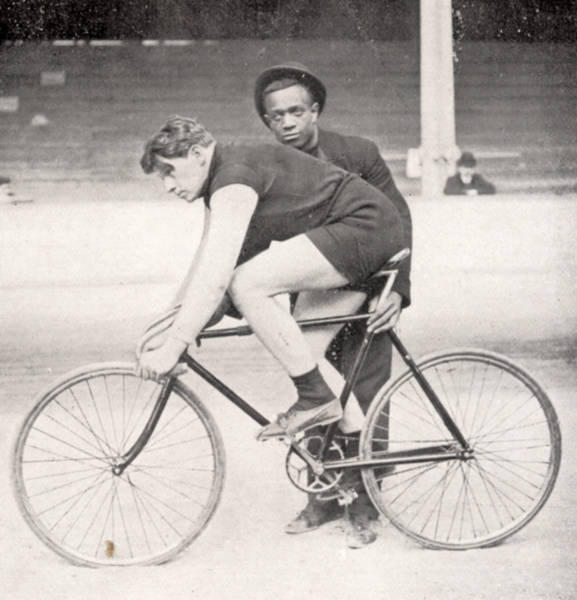
Utotschkin als Radrennfahrer, gehalten von Woody Headspeth (1908)

Denkmal zu Ehren Utotschkins in Odessa

Sergei Issajewitsch Utotschkin (russisch Сергей Исаевич Уточкин; * 18. Junijul. / 30. Juni 1876greg. in Odessa; † 31. Dezember 1915jul. / 13. Januar 1916greg. in Petrograd) war ein russischer Radrennfahrer und Flugpionier.

## Radsport-Karriere
Sergei Utotschkin, der aus einer vermögenden Familie stammte, gehörte Anfang des 20. Jahrhunderts zu den ersten russischen Radrennfahrern, die als Profis auch auf Radrennbahnen in Westeuropa starteten. Zunächst hatte er sich als Jockey bei Pferderennen betätigt. 1894 begann er, Sprint-Radrennen zu fahren, und wurde bereits im ersten Jahr russischer Amateur-Meister und im Jahr darauf Profi.
1905 gewann Utotschkin, der auch die Radrennbahn in seiner Heimatstadt leitete, gegen die Deutschen Willy Arend und Willy Bader beim „Großen Preis von Odessa“. Anschließend plante er, nach Paris zu reisen, um dort zu trainieren und Rennen zu fahren. Doch im Laufe der Russischen Revolution von 1905 wurde das Fahrradgeschäft, das er inzwischen eröffnet hatte, angegriffen, und er selbst durch einen Messerstich verletzt. Nach längerer Genesungszeit reiste er dennoch nach Paris, war aber wegen der Folgen der Verletzung nicht erfolgreich. Insgesamt war er 17 Jahre lang als Radrennfahrer aktiv und gewann zahlreiche Rennen, die meisten auf seiner Heimbahn.

## Erfolge als Pilot und Unfall
1908 eröffnete Sergei Utotschkin, der feurig-rote Haare hatte und in seinem Heimatort eine Berühmtheit war, einen Autohandel in Odessa. Er glänzte in vielen Bereichen: Er war der zweite Russe, der ein Flugzeug fliegen konnte, fuhr Auto- und Motorradrennen, lief Rollschuh, spielte Fußball für den Odessa British Athletic Club, segelte, konnte fechten und stand dem ersten Aero-Club von Odessa vor. 1909 machte er eine erste Freiballonfahrt über die Pyramiden von Gizeh. In Tartu bestritt er den ersten Flug mit einem Flugzeug in Estland, von dem der estnische Filmer Johannes Pääsuke einen Film drehte, der im April 1912 Premiere hatte, sowie den ersten Flug in Aserbaidschan, auf einer Flugshow in Baku. Bei einem Absturz mit dem Flugzeug bei dem Distanzwettbewerb Sankt Petersburg-Moskau im Jahre 1911 erlitt Utotschkin schwere Verletzungen, die Schmerzen wurden von den Ärzten mit Morphin und Kokain behandelt. Er wurde süchtig, verarmte, und seine Frau verließ ihn. Er selbst zog nach Sankt Petersburg.

## Krankheit und Tod
Im August 1913 vermeldete die deutsche Radsportzeitung Rad-Welt, Utotschkin, der ohnehin als „exzentrisch“ galt, sei eines sonntags an einem der Tore des Sankt Petersburger Winterpalastes erschienen und habe verlangt, dem Zaren gemeldet zu werden. Als er zurückgewiesen wurde, habe er angefangen zu toben und sei verhaftet worden. Ärzte hätten festgestellt, er sei „irrsinnig“, und er sei in eine Irrenanstalt eingeliefert worden. Dort begann er einen Hungerstreik aus Protest gegen seine Unterbringung, wurde zwangsernährt und später entlassen. Unterernährt und zu dünn gekleidet zog er sich eine Lungenentzündung zu und starb in demselben Krankenhaus, wo er untergebracht war, als er psychisch erkrankt war.

## Erinnerung
Um Sergei Utotschkin finanziell zu unterstützen, hatten seine Brüder in Odessa das Filmtheater „Utotschkino“ eröffnet, das bis heute existiert. 2001 wurde neben dem Eingang zum Kino ein Denkmal zu seinen Ehren enthüllt.